# Blaž Mavrel
Blaž Mavrel, slovenski pesnik in fotograf, * 2. februar 1896, Gradiče pri Suhi na Koroškem, † 18. junij 1977, Strojna.

## Življenje in delo
Blaž Mavrel se je rodil v Gradičah pri Suhi (nemško Neuhaus; v starejših zapisih Gradiče pri Libeličah) v številni kmečki družini, v kateri je bilo trinajst otrok. Iz Gradič se je družina preselili v Grablje (nemško Grablach) pri Pliberku. Tukaj je dve leti hodil v dvojezično šolo na Lokovici (nemško Lokowitzen). Leta 1908 se je družina povečala, zato so prodali posest in se vrnili v Gradiče. Od tam je moral v vojsko na soško fronto. V vojni je bil dvakrat ranjen. Po končani vojni se se je družino razšel. Bil je bajtar, samotar in krajevni Krjavelj. Brati se je naučil iz Mohorjevih knjig, ki so ga spremljale še iz očetove hiše. Pozneje si je iz knjižnice  učitelja na Strojni sposojal Dom in svet in Ljubljanski zvon. Veliko se je učil iz knjižnih ocen v reviji Mladika (1920–1941). Ob lojenkah in petrolejkah je prebiral lepo slovensko besedo Gregorčiča, Prešerna, Cankarja, Župančiča in Aškerca. Z nahrbtnikom je hodil po knjige tudi v Študijsko knjižnico na Ravne in prebiral Prežiha, Puškina, Solženicina, Rebulo, Dostojevskega, Tolstoja. Pisal je pesmi, v katerih je nadaljeval izročilo koroškega bukovništva. Pisal jih je v svoj zvezek in jih večkrat popravljal in prepisoval. Prav zaradi tega so njegovi rokopisi marsikje raztreseni. Mavrel je zapisoval tudi ljudske šege in navade, kasneje pa je pisal prigodne, slavilne, razpoloženjske, ljubezenske, hudomušne in domoljubne pesmi in jih objavljal še v Mladiki, Novi mladiki, Viharniku, Pavlihi in raznik v koledarjih. Veliko njegove pesniške zapuščine hrani Koroška osrednja knjižnica dr. Franca Sušnika Ravne, v fototeki pa tudi precej njegovih fotografij. Mavrel je tudi prevajal Prešernove nemške pesmi. Dr. Franc Sušnik ga je izbrano označil: »V vrsti koroških bukovnikov, teh nešolanih ljubimcev muz, na ljudske strune ubranih, ljubiteljev čudeža črk, pisanja in prepisovanja, je Blaž Mavrel eden tistih, ki so najviše merili do hrama učenosti«. Njegova bibliografija obsega 11 zapisov.
Koroški kinoklub Prevalje je posnel o njem tri dokumentarne filme: 
- Blaž Mavrel (Mirko Konečnik, 1976)
- Bili smo pri Blažu Mavrelu (Roman Flis in Mirko Konečnik, 1976)
- Pogreb Blaža Mavrela (Silvo Pečnik, 1980)

Bil je častni član Koroškega kino kluba Prevalje in za filmske dosežke je kinoklub podeljeval plakete Blaža Mavrela.

## Izbrana bibliografija
- Koroški ženitovanjski običaji in nove camarske pesmi (COBISS)
- Šentanel, moje življenje (COBISS)
- Šopek s koroških bregov (COBISS)
- Ženitovanjski običaji v Mežiški dolini  (COBISS)
- Gozd šumi v meni  (COBISS)